# Juan Luis Coghen Alberdingk-Thijm
Juan Luis Coghen Alberdingk-Thijm   (Madrid, 9 de juliol de 1959) és un jugador d'hoquei sobre herba madrileny, ja retirat, guanyador d'una medalla olímpica. És germà de la també jugadora d'hoquei sobre herba i campiona olímpica Mercedes Coghen.
Membre del Club de Campo va participar, als 21 anys, en els Jocs Olímpics d'Estiu de 1980 realitzats a Moscou (Unió Soviètica), on va aconseguir guanyar la medalla de bronze en la competició masculina d'hoquei sobre herba. En el seu palmarès també destaca una medalla als Jocs del Mediterrani de 1979.